# Canton de Beauville
Pour les articles homonymes, voir Beauville.
Le canton de Beauville est une ancienne division administrative française située dans le département de Lot-et-Garonne, en région Aquitaine.

## Géographie
Ce canton était organisé autour de Beauville dans l'arrondissement d'Agen. Son altitude variait de 62 m (Tayrac) à 231 m (Beauville) pour une altitude moyenne de 192 m.

## Histoire
De 1833 à 1848, les cantons de Beauville et de Puymirol avaient le même conseiller général. Le nombre de conseillers généraux était limité à 30 par département.

## Administration

### Conseillers généraux de 1833 à 2015
| Période | Période             | Identité                                 | Étiquette     | Qualité |
| ------- | ------------------- | ---------------------------------------- | ------------- | --- |
| 1833    | 1836 (décès)        | Xavier de Sevin                          |               | Propriétaire, ancien maire de Ferrussac-de-Saint-Maurin                                                             |
| 1836    | 1845                | Jean-Marie Joseph Garreau fils aîné      |               | Médecin à Eysse, maire de Beauville (1831-1841), conseiller d'arrondissement Elu en 1855 dans le Canton de Prayssas |
| 1845    | 1852                | Jean-Baptiste Barthélemy Gayral          |               | Notaire à Saint-Maurin Maire de Castelsagrat                                                                        |
| 1852    | 1870                | Jean Ariste Délas                        |               | Propriétaire Maire de Combebonnet (1860-1870)                                                                       |
| 1870    | 1871                | Raymond Noubel                           | Bonapartiste  | Imprimeur, directeur du Journal du Lot-et-Garonne Député au Corps législatif (1852-1870)                            |
| 1871    | 1883                | Jean Eulin Félix Marquès                 | Républicain   | Maire de Saint-Maurin (1860-1886)                                                                                   |
| 1883    | 1889                | Armand de Sevin                          | Droite        | Maire de Tayrac (1886-1888)                                                                                         |
| 1889    | 1890 (invalidation) | Joseph Descrimes                         | Conservateur  | Sous-intendant militaire de deuxième classe, Beauville                                                              |
| 1890    | 1906 (décès)        | Antoine Vacquié                          | Rad.          | Notaire - Maire de Saint-Maurin (1886-1906)                                                                         |
| 1906    | 1912 (démission)    | Aymard Vacquié (fils du précédent)       | Rad.          | Substitut du Procureur de la République à Foix (Ariège)                                                             |
| 1912    | 1937                | Pierre Marraud                           | DVG           | Fonctionnaire Sénateur (1920-1933) Ministre (1921-1922 et 1928-1930) Président du Conseil Général (1921-1933)       |
| 1937    | 1940                | Léopold Gary                             | Rad.          | Agriculteur à Beauville, conseiller d'arrondissement                                                                |
|         |                     |                                          |               | |
| 1945    | 1949                | Jean Condis (1894-1972)                  | SFIO          | Maire de Saint-Maurin (1944-1965)                                                                                   |
| 1949    | 1973                | Mathieu Mirabel (1904-1985)              | Rad. puis MRG | Maire de Cauzac |
| 1973    | 1987 (décès)        | Claude Archambault de Vençay (1929-1987) | DVD           | Maire de Beauville (1971-1987)                                                                                      |
| 1987    | 2004                | Jean-Pierre Bissières                    | UDF           | Agriculteur, maire de Dondas (1965-?)                                                                               |
| 2004    | 2015                | Marie-France Salles                      | DVG           | Enseignante Maire d'Engayrac depuis 1995 Élue en 2015 dans le canton du Pays de Serres                              |

### Conseillers d'arrondissement (de 1833 à 1940)
| Période                                  | Période | Identité                         | Étiquette | Qualité |
| ---------------------------------------- | ------- | -------------------------------- | --------- | --- |
| 1833                                     | 1836    | Jean Marie Joseph Garreau        |           | Maire de Beauville (1831-1841)                                                                              |
| 1836                                     | 1848    | Jean Bertrand Berger (1792-1863) |           | Juge de paix à Beauville, propriétaire à Engayrac                                                           |
|                                          |         |                                  |           | |
| 1886                                     | 1898    | M. Falque                        | Droite    | |
| 1898                                     |         | M. Caury                         | Radical   | |
|                                          |         |                                  |           | |
| 1922                                     | 1937    | Léopold Gary                     | Rad.      | Agriculteur à Beauville                                                                                     |
|                                          |         |                                  |           | |
| 1940                                     |         |                                  |           | Les conseils d'arrondissement ont été suspendus par la loi du 12 octobre 1940 et n'ont jamais été réactivés |
| Les données manquantes sont à compléter. |         |                                  |           | |

## Composition
Le canton de Beauville groupait 8 communes et comptait 2 507 habitants (population municipale au 1er janvier 2010).
| Communes                  | Population (2012) | Code postal | Code Insee |
| ------------------------- | ----------------- | ----------- | ---------- |
| Beauville                 | 578               | 47470       | 47025      |
| Blaymont                  | 226               | 47470       | 47030      |
| Cauzac                    | 385               | 47470       | 47062      |
| Dondas                    | 207               | 47470       | 47082      |
| Engayrac                  | 144               | 47470       | 47087      |
| Saint-Martin-de-Beauville | 173               | 47270       | 47255      |
| Saint-Maurin              | 465               | 47270       | 47260      |
| Tayrac                    | 329               | 47270       | 47305      |

## Démographie
| 1962  | 1968  | 1975  | 1982  | 1990  | 1999  | 2006  | 2010  | - |
| ----- | ----- | ----- | ----- | ----- | ----- | ----- | ----- | - |
| 2 069 | 2 433 | 2 077 | 2 228 | 2 441 | 2 395 | 2 438 | 2 507 | - |